# Faida di Palmi
La faida di Palmi è una faida di 'ndrangheta scoppiata nel 1977 tra le 'ndrine dei Gallico-Morgante-Sgrò-Sciglitano e dei Parrello-Condello con la partecipazione, successiva, dei Bruzzise e che si concluse nel 1990.
Della prima fazione facevano parte, anche, i Frisina, Mazzullo, Gramuglia e i Costantino;  della seconda, invece, gli Iemma, i
Merlino, Gullo, Papasergi, Papaianni e alcuni esponenti dei Porpiglia, Celi, Anastasio, Crucitti, Zirino, Riotto, Cristofaro e Fameli.
Con l'operazione Cosa mia, del 2010, sembrerebbe riaperta la faida tra i Gallico e i Bruzzise.
A questa faida appartiene la prima pentita di 'ndrangheta, Teresa Concetta Managò, moglie di Franco Condello , nonché, dopo la morte del marito, avvenuta nel 1989, diviene amante del clan rivale Domenico Gallico.

## Storia

### Anni '70
La faida ebbe inizio nel 1977 a causa di una lite tra Francesco Condello e i fratelli Domenico e Alfonso Gallico, dove il 7 settembre, in località Paparone, lungo l'autostrada Salerno-Reggio Calabria, viene ucciso Domenico Condello, nel mentre il fratello di questi, Francesco, rimane ferito.
Il 28 novembre dello stesso anno della 'Ndrina dei Gallico viene ferito Antonino Gallico e il figlio Giuseppe. 
L'anno successivo, nel 1978, precisamente il 13 agosto, viene ucciso il figlio di Antonino, Alfonso Gallico, in località Tonnara di Palmi, 
Il 28 settembre, sempre dello stesso anno, viene assassinato Carmelo Bagnato, vicino ai Gallico, contro Francesco Condello, accusato del ferimento di Antonino Gallico avvenuto l'anno precedente.
Il 22 novembre 1978 a Porto Recanati viene piazzata una bomba sul balcone della casa di Antonino Gallico. 
Il 4 gennaio 1979, invece, muore assassinato Antonio Dinaro, scampato all'agguato del 28 novembre 1977. 
Il 16 febbraio dello stesso anno, in Contrada Profania di Palmi, viene assassinato Bruno Gerocarni (amico dei Gallico).
A luglio dello stesso anno vengono uccisi: il 3 Stefano Gallico, fratello di Antonino;  il 23 Stefano Condello; il 24 Antonino Perpiglia vicino ai Condello; il 25 Vincenzo Bagnato vicino ai Gallico.

### Anni '80
La faida prosegue nel 1980 con l'omicidio di Giuseppe Gullo, imparentato coi Condello, avvenuto il 27 marzo; a cui si aggiunge l'omicidio di Salvatore Gullo, avvenuto il 10 giugno.
La parte avversa perde, invece, l'8 dicembre, Bruno Manucra vicino ai Gallico.
Il 22 febbraio 1981 scompare Rossella Casini, fidanzata di Francesco Frisina esponente del clan Gallico. Si verrà a sapere solo nel 1994 che la ragazza fu uccisa perché aveva convinto il ragazzo a collaborare con la giustizia. 
Il 26 maggio 1981 sparisce il testimone dell'omicidio , Carmine Squatriti. 
Il 14 giugno viene ammazzato Antonio Piccolo, zio di Franco Condello. 
In risposta al cui omicidio, qualche giorno dopo, il 17 giugno, viene posizionata una bomba sotto la casa dei Gallico, ma questi rimangono illesi..
Il 22 giugno muore, per errore, al posto di Antonino Morabito, zio dei Condello, Carmelo Natella.
Il mese dopo, il 15 luglio, viene ammazzato il padre di Franco Condello, Giovanni.
Due giorni dopo, il 17 luglio, in un agguato viene ucciso Antonio Squatriti (padre di Carmine anch'egli assassinato), dove rimane ferito Vincenzo Cutrì, fratello dello scomparso Domenico.
Il 5 agosto viene assassinato Rocco Brando, padre del defunto Giuseppe; l'8 agosto, 3 giorni, viene ucciso, mentre si trovava dal barbiere, Antonio Gaglioti, suo genero.
Il 14 agosto la mattanza continua con l'omicidio di Federico Pirrottina, amico di Franco Condello; il giorno successivo, Ferragosto, viene assassinato Antonio Domenico Gullo, vicino ai Condello.
Il 21 settembre 1981 vengono feriti Rocco Gullo e Michele Barbaro; il 23 viene ferito Antonino Gullo.
L'11 ottobre viene ucciso Angelo Fiorino vicino ai Condello.
Dopo una pausa durata 6 anni il 4 febbraio 1987 veniva ucciso Francesco Iemma vicino ai Condello.
L'11 marzo viene ucciso Antonino Porpiglia legato ai Condello.
Il 15 maggio vengono uccisi a Barritteri di Seminara Antonino Sciglitano e Antonio Sgrò vicini ai Gallico.
Due mesi dopo, il 27 luglio, muoiono Anastasio e Paolo Crocitta vicini ai Condello; il 22 agosto lo zio di Domenico Gallico, Filippo Morgante e lo zio di Franco Condello Domenico Gullo.
Nel 1988 vengono assassinati nella periferia di Palmi, in località Pontevecchio, i fratelli Valerio, Liberante e Antonio Merlino, vicini ai Condello. Un quarto fratello sfugge alla mano assassina..
Il 7 marzo 1989 muore Giuseppe Sgrò della fazione dei Gallico; il 4 maggio Rosario Sgrò. 
Il 23 luglio subiscono un attentato, mentre viaggiano a bordo della loro auto blindata, Giovanni e Carmelo Bruzzise della fazione dei Condello.
La mattina del 2 agosto 1989, di fronte al municipio di Palmi, viene ucciso Mario Arena, muratore, vicino ai Gallico; il pomeriggio dello stesso giorno viene assassinato, all'interno della sua videoteca, Giuseppe Zirino, vicino ai Condello.
Il 29 agosto venivano assassinati Giuseppe e Giovanni Sciglitano vicini ai Gallico.
Il 19 settembre 1989 i Gallico assassinavano, con un'autobomba, il capo clan Franco Condello,  in località Paluci di Seminara.

### Anni '90
La faida, nonostante la morte del boss, avrà ancora strascichi, tant'è che, il 22 gennaio 1990, vengono uccisi Carmelo e Francesco Papasergi in una zona di campagna di Palmi. Tre giorni dopo, il 25 gennaio,  viene ucciso Liberante Merlino, zio dei fratelli Merlino di cui al triplice omicidio del 1988.
L'8 febbraio 1990 finalmente il gruppo NOCS della Polizia di Stato scova in un bunker, sulla via Concordato a Palmi, Antonino Gallico insieme ai figli Domenico e Giuseppe.
La faida si concluderà, davanti al municipio di Palmi, con l'omicidio di Domenico Papasergi.

### Dal 2000
Il 14 agosto 2005 viene assassinato il settantunenne Giovanni Bruzzise sul Monte Sant'Elia a Palmi alleato dei Condello.

### Dal 2010
In questi ultimi anni, grazie all'operazione Cosa mia, del 2010, fanno emergere una nuova esplosione della faida tra i Gallico e i Bruzzise.